# Сидни Бренър
Сидни Бренър (на английски: Sydney Brenner; роден на 13 януари 1927) е южноафрикански биолог, лауреат на Нобелова награда за физиология или медицина, заедно с Робърт Хорвиц и Джон Сълстън за 2002 г., носител на Ордена на почетния легион и член на Британското кралско научно дружество.

## Научна дейност
Бренър има значителен принос в работа по генетичния код и в други области на молекулярната биология. Той се фокусира върху биологията на кръглия червей Caenorhabditis elegans като моделен организъм за изследване в генетиката и биологията на развитието, включително невроналното развитие. Той избира този милиметров почвен червей като модел заради простотата на неговата анатомия, лесното му отглеждане в големи количества и, най-главното, защото той се оказал изключително подходящ за генетичен анализ. 
Основава Института по молекулярни науки в Бъркли, Калифорния, САЩ.